# Havde sjö
Havde sjö är en sjö i Trollhättans kommun i Västergötland och ingår i Bäveåns huvudavrinningsområde.